# Neukirchen (Baviera)
Neukirchen è un comune tedesco di 1 806 abitanti, situato nel land della Baviera.